# Tudor Vladimirescu
Pour la commune roumaine, voir Tudor Vladimirescu (Galați).
Tudor Vladimirescu (vers 1780 - 7 juin 1821) était un révolutionnaire roumain de Valachie, membre de l'Hétairie, qui s'illustra au cours de la révolution de 1821 en Moldavie et Valachie.

## Biographie
Officier dans l'armée valaque, acquis aux idées humanistes issues de la Révolution française, il adhéra vers 1818 à la société révolutionnaire secrète Filikí Etería ("Société des Amis", en grec, "Hétairie" en français).
Il leva en 1820 une troupe de Pandoures (en roumain Panduri), des soldats irréguliers.
Au cours de l'insurrection de 1821, il prit Bucarest en mars, empêchant le nouveau prince phanariote Scarlat Kallimachis de prendre ses fonctions et ouvrant le pays aux troupes révolutionnaires d'Alexandre Ypsilántis.
Il se brouilla cependant rapidement avec Ypsilanti et fut arrêté en mai par un des chefs de l'insurrection, Iorgaki Olympiotis, avec la participation d'une partie de ses lieutenants ; accusé d'avoir trahi son serment d'Hétairiste, il fut torturé puis exécuté le 7 juin 1821 à Târgoviște, son corps jeté dans une fosse. Les Pandoures se divisèrent : certains se débandèrent, d'autres, sous la conduite de Preda Druganescu, rejoignirent les troupes d'Ypsilanti. Il n'a jamais été prouvé que Tudor pactisa avec les Ottomans.
Il est également connu comme Tudor din Vladimiri (Tudor de Vladimiri) ou - plus rarement - comme Domnul Tudor (le seigneur Tudor).

## Galerie d'images

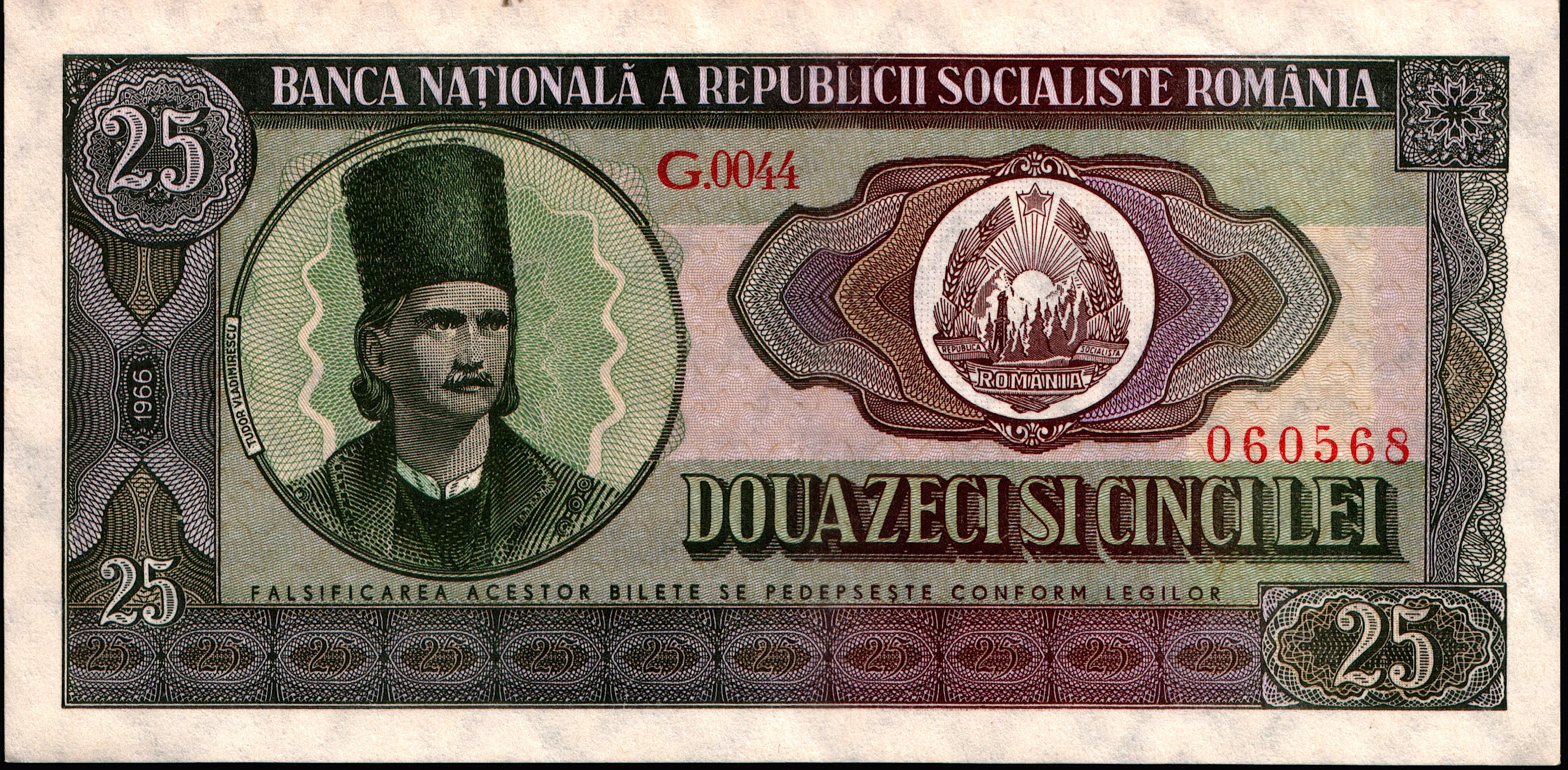
Billet de banque de 25 lei, émis en 1966, en Roumaine, à l'effigie de Tudor Vladimirescu (avers)